# Op.ローズダスト
『Op.ローズダスト』（オペレーション・ローズダスト、Operation ROSE DUST）は、福井晴敏による日本の小説。
時系列的には『亡国のイージス』の続編にあたる。

## 概要
2003年5月から2004年12月まで、文藝春秋の『週刊文春』で毎号6ページずつ掲載された、福井晴敏初の連載小説。雑誌掲載時には北村公司による挿絵が各話2枚ずつ掲載されていた。ただし誌上での連載で発表されたのは物語の途中までであり、クライマックスを前にして連載が終了した。連載終了から1年以上経った2006年3月に、大幅に加筆・訂正を施し、さらには原稿用紙およそ800枚分のクライマックスを書き下ろした上で、上下巻に分けて単行本が刊行された。文庫本は2009年2月に上中下巻に分冊して文春文庫より刊行された。
第19回山本周五郎賞候補作。2006年の「週刊文春ミステリーベスト10 国内部門」では第9位。

## あらすじ
ネット財閥の異名を持つ巨大企業グループ「アクト・グループ」の役員を狙った連続爆弾テロが発生した。実行犯は「ローズダスト」を名乗る5人のテロリストグループ。警察庁・警視庁・防衛庁による合同捜査において、警視庁公安部の並河次郎は防衛庁情報本部の丹原朋希と共に爆弾テロの捜査に参加することになるが、その過程で丹原とローズダストの間に横たわる深い因縁を知ることになる。

## 登場人物
並河次郎（なみかわ じろう）
警察官。階級は警部補。警視庁公安部公安第四課所属。50歳。
テロ事件の捜査において、防衛庁から出向してきた丹原朋希と不本意ながらもコンビを組むことになる。
面割（相貌識別）の達人であり、その道のプロによる変装すらも見破ることが出来る。
過去のとある事件のせいで仕事に対する情熱を失っており、周囲からは「ハム（公安）の脂身」と蔑まれている。ただ職場での立場や朋希の想像とは異なり、家庭では円満な家族関係を築いているマイホームパパ。
まだ若く無表情で似合わないスーツを着込んだ朋希を見て、ひそかに「七五三」と呼んでいた。
江東区にある朋希をして曰く「親の代から住んできた」と思わせる二階建ての木造家屋に妻、一人娘の恵理と住んでいる。
かつて公安の秘匿部隊「チヨダ」に在籍していた。下記の『マル六の作業玉』とはその頃からの付き合いであり、マル六の作業玉が情報を提供する相手が常に並河なため、「チヨダ」を抜けた後も警視庁本部に勤務し続けている。
丹原朋希（たんばら ともき）
テロ事件の捜査のために防衛庁情報本部から警視庁に出向してきたという自衛官。階級は三曹。24歳。
実際は、その情報本部を隠れ蓑として運営されている非公開情報機関の防衛庁情報局（DAIS）に所属している。
かつて父親が家出をし、母親からは虐待を受けていた。母が施設に入ってからは叔父の家に姉と共に預けられたが、姉は叔父からの度重なるレイプを苦に自殺した。復讐として叔父を殺害した後に、計画力・行動力を見込んだDAISのリクルーターにスカウトされた。
テロリストグループ『ローズダスト』のメンバーとは、かつて「オペレーションLP」で参加した仲間であり、かつリーダーである入江一功は、深い因縁がある。それを利用できるという判断から捜査に参加することになった。
数年前の任務「オペレーションLP」による事故で想いを寄せていた堀部三佳を亡くし、仲間達と袂を分かって以降は、誰に対しても心を硬く閉ざしていた。しかし、共に捜査する並河との公私にわたる日々を送り、また並河の一人娘である並河恵理との交流で徐々に心を開いていく。
仕事のない時は自堕落な生活をしており、東中野にある散らかりきった自室は並河に「格納庫」と評されるような有様である。また（職業柄）世間とは無縁に近い生活を送ってきたので、携帯電話のメールアドレスが変更できることを知らないなど、天然ボケした部分がある。
入江一功（いりえ かずなり）
連続爆弾テロの犯人グループ「ローズダスト」のリーダー。元DAIS局員である。
変装のプロであり、頭の回転も非常に速く、バイク運転など様々な分野に秀でた才能を持っているが、字はあまり上手ではない様子。
朋希とは同期で訓練期間からの友人だったが、「オペレーションLP」にて発生した“事故”により、DAISから逃走。アクトグループの会長である若林直純の手配で国外逃亡をし、テロリストとして各国を転々とする。数年後、仲間らと共に日本に帰国し、ある目的のために大規模な連続爆破テロ「オペレーション.ローズダスト」を仕掛ける。
大型のネコ科の動物を思わせる目と左眉の上を走る傷痕が特徴的で、体格は中肉中背。
作者はあるインタビューで「入江一功は、最初から常識というものはあてにならないという常識を生きている人」と発言している。
真野留美（まの るみ）
連続爆弾テロの犯人グループ「ローズダスト」の紅一点の凄腕スナイパーであり、元DAIS局員。その腕前は本人曰く、「300メートル先の10cmの標的にフルオートで弾着を揃えられる」らしく、DAISの特殊作戦部門「特殊要撃部隊」のヘリコプターパイロットからは「人間業ではない」と評される程。
左利きのため、使用する銃は排莢口を左に設定したステアーAUGである。
元々母子家庭で育ち、母親が育児放棄したのを機に不良少女となり、いわゆるヤクザを殺してしまい、それが契機でDAISに入局した。　
「オペレーションLP」で出会った入江一功を意識している（本人は恋ではないと言っている）。
同作戦において発生した事故を契機にDAISから逃走し、仲間らと国外でテロリストとして活動する。数年後に日本に帰国し、仲間らと共に大規模な連続爆弾テロ「オペレーション.ローズダスト」を実行する。
山辺によれば黒髪のショートヘアで一見、少年のようにも見えるが、色艶も漂う容姿。
山辺俊作（やまべ しゅんさく）
連続爆弾テロの犯人グループ「ローズダスト」のメンバーで最年長。爆破工作に秀でている。メンバーからは「親父さん」と呼ばれている。
元DAIS局員で、かつての階級は曹長。
新潟県出身者という理由から「オペレーションLP」に引き抜かれた。同作戦に発生した事故を契機にDAISから逃走し、テロリストとして各国を転々とする。数年後に帰国し、「ローズダスト」の一員として連続爆弾テロ「オペレーション.ローズダスト」を実行する。
勝良義和（かつら よしかず）
連続爆弾テロの犯人グループ「ローズダスト」のメンバーで、元DAIS局員。
体育会系にも見えなくもない大柄の男。機械工作が得意で、ローズダストのメンバーが使用する武器の整備をしている。
朋希と一功とは、訓練キャンプからの同期で「オペレーションLP」にも参加していた。同作戦に発生した事故を契機にDAISから逃走し、テロリストとして各国を転々とする。数年後に帰国し、「ローズダスト」の一員として連続爆弾テロ「オペレーション.ローズダスト」を実行する。
倉下充（くらした まこと）
連続爆弾テロの犯人グループ「ローズダスト」のメンバーで、元DAIS局員。
勝良とは正反対の容姿をしている。コンピュータ分野を専門としており、一功のために逆探知防止装置を作り上げるなどしている。
「オペレーションLP」に参加していたが、作戦中に発生した事故を契機に仲間らと共にDAISから逃走。テロリストとして各国を転々とする。数年後に帰国し、「ローズダスト」の一員として連続爆弾テロ「オペレーション.ローズダスト」を実行する。
滝沢俊一（たきざわ しゅんいち）
連続爆弾テロの犯人グループ「ローズダスト」のメンバーで、元DAIS局員。
「オペレーションLP」に参加していたが、作戦中に発生した事故を契機に仲間らと共にDAISから逃走。テロリストとして各国を転々とする。
パリにて現地の治安当局との戦闘で死亡したため、本作品でのテロには参加していない。
有働京子（うどう きょうこ）
連続爆弾テロの犯人グループ「ローズダスト」のメンバーで、元DAIS局員。
「オペレーションLP」に参加していたが、作戦中に発生した事故を契機に仲間らと共にDAISから逃走。テロリストとして各国を転々とする。
ジャカルタにて現地の治安当局との戦闘で死亡したため、本作品でのテロには参加していない。
堀部三佳（ほりべ みか）
DAISのAPで、ヘリコプター部隊「FSM」の元隊員。階級は特務三曹。
訓練キャンプの頃に一功と朋希とは一時的に面識があり、「オペレーションLP」の現場で再会してからは三人で行動することが多かった。
朋希、一功と一緒に波の花を見た時に2人が「バラ」「綿埃」と言ったことから『ローズダスト』という言葉を考えた張本人。
「オペレーションLP」の中核を担っていたが、作戦中に起きた「事故」により情報漏洩防止のために清算（＝暗殺）されており、その事件をきっかけに朋希と一功は別々の道へ歩みだした。
増代（ますよ）
DAISのAP。
「オペレーションLP」の要因の一人で山辺 俊作とは男女の仲になっていた。
作戦中の“事故”により堀部三佳と共に死亡した。
羽住克広（はずみ かつひろ）
テロ事件の捜査のために朋希とともに防衛庁情報本部から出向してきた長身の自衛官。「集まり」の一員。
実際は、DAIS局員で、朋希の上官に当たる。階級は一尉。
元ヘリコプターパイロットであり、DAISにかつてあったヘリコプター部隊「FSM」の教官だった。そのため、三佳はもとより、訓練キャンプの頃に一功と朋希が起こした事件を止めようとしたことから、その頃から2人とは面識がある。
また、「オペレーションLP」の現場ではCO（ケースオフィサー）として行動していた。そのため、朋希とは、腐れ縁ともいえる関係である。
水月総一郎（みなづき そういちろう）
アクト・グループ傘下の金融サービス企業「アクト・ファイナンシャル」常務取締役。集まりの一員。
元々は防衛官僚（いわゆる「自衛隊背広組」）出身の元DAIS局員で、「オペレーションLP」にも関係していた人物。同作戦の事故を起こした元凶の一人であり、それによって得た手土産でアクト・グループに天下りした。
よって、「ローズダスト」からは復讐の対象となり、物語冒頭で出勤した所をセムテックスにより爆殺される。
烏丸誠二（からすま せいじ）
アクト・グループ傘下の火薬メーカー「大和化成」常務。集まりの一員。
水月と同じく防衛官僚出身の元DAIS局員で、水月同様「オペレーションLP」にも関係していた人物。同作戦の事故を起こした元凶の一人であり、それによって得た手土産でアクト・グループに天下りした。
「ローズダスト」の復讐の対象の一人で、セムテックスにより爆殺される。
服部謙介（はっとり けんすけ）
アクト・グループ傘下のインターネットの検索サービス企業「ダイナソー」社長。集まりの一員。
水月、烏丸同様、防衛官僚出身の元DAIS局員で、「オペレーションLP」にも関係していた人物。同作戦の事故を起こした元凶の一人であり、それによって得た手土産でアクト・グループに天下りした。
「ローズダスト」の復讐の対象者の一人で、自宅にて警備に当たっていた警察官共々、セムテックスにより爆殺される。
若杉直純（わかばやし なおずみ）
「ローズダスト」によるテロ事件の被害者が属する企業集合体「アクト・グループ」の会長。「集まり」の一員で本作品における黒幕。
「オペレーションLP」の事故により堀部三佳が死亡した後、ローズダストの面々は復讐のために若杉を殺害しに趣いたが、取引によって「ローズダスト」の面々を国外へ逃亡する段取りを整える。
数年後に「ローズダスト」を帰国させ、ある目的のために連続爆弾テロを影で支援するが…。
古森一尋（こもり かずひろ）
DAIS局員で、729SOFの隊司令。階級は二佐。
前作『亡国のイージス』で壊滅した920SOFの生き残りである。
並河恵理（なみかわ えり）
並河の一人娘で、専門学校生。短大を卒業後に一度就職しているが、退職して調理師養成の専門学校に通っている。
気が強い性格で押しが強い。しかし、雰囲気が三佳に近いため、朋希は初対面の際に動揺した。
携帯電話の扱いに慣れており、メールアドレスを変更できることを知らなかった朋希にメールアドレスの変更作業をしたあと、メールアドレスを交換する。
朋希に対して、好意を寄せるようになる。
マル六の作業玉（まるろくのさぎょうだま）
通称「マル六」、「キキョウ1」。
正体不明の女性で並河は顔すら見たこともないが、在日CIAの中でも“穏健派”に属すると思われる。
本編開始の12年前に出会って以来、並河に情報を渡してくる。
その情報収集力は高く、DAISや「チヨダ」よりも先に並河たちの場所を把握しその近辺にある公衆電話を鳴らしたこともある。
「作業玉」とは警察用語で「協力者」の意。コードネームの由来は彼女が現れる際には必ず桔梗が目印になっているため。
千束賢佑（ちづか けんすけ）
警察官。警察庁警備局警備企画課情報第二担当理事官。
「チヨダ」の指揮官であり、「集まり」の一員でもある。
並河とは因縁のある関係。
鈴原（すずはら）
警察官。警察庁警備局警備企画課長。
千束の上司であり、「集まり」の一員。
木下裕人（きのした ひろと）
警察官。階級は巡査部長。警視庁刑事部捜査第一課特殊犯捜査係所属。
緑川（みどりかわ）
警察官。警視庁公安部公安第四課長。
関口栄治（せきぐち えいじ）
警察官。階級は警部。警視庁公安部公安第四課第二係長。
河村幹哉（かわむら もとや）
警察官。階級は巡査部長。警視庁公安部公安第四課第二係所属。

## 用語
作中で使用される専門用語。本作品は『川の深さは』『亡国のイージス』その他の作品と共通した世界における物語として描かれているため、これらの作品と共通する用語も多い。

### 作中のキーワード
ローズダスト
かつて堀部三佳が語った“新しい言葉”であり、入江達テロリストグループの名称および作戦名でもある。
オペレーションLP
丹原達がかつて参加していたDAISの極秘作戦。LPとは「リトル・プリンセス」の意味。
北朝鮮政府の中でも指折りの実力者である高官の元に潜入工作員を送り込む為の画期的なヒューミント作戦だったが、アメリカ同時多発テロ事件を契機とした国際情勢の変化により中止が決定。しかし思わぬ展開で「事故」が発生し、堀部三佳は情報漏洩防止のために清算、生き残った現場要員のうち入江など多くは国外に逃亡する一方、丹原などはDAISに留まった。
アクト・グループ
若杉が会長を務める純粋持株会社と、それを中核とする同名の企業グループ。
90年代に店頭公開した後、インターネット分野への集中投資により「ネット財閥」と呼ばれるほどにまで発展し、ITバブルの崩壊により経営が悪化したものの、それでもなお1兆円近い含み益を有するとされている。子会社として金融サービスを担当する「アクト・ファイナンシャル」を始めとする完全子会社群や情報検索サービスを提供する「ダイナソー」の他、後述するTpexの開発に携わっていた中堅火薬メーカーの「大和化成」など積極的なM&Aによって傘下に収めた子会社もある。
集まり
共通の目的のために、それぞれの場所で必要な役割を果たす自然発生的にできた集団を指す言葉であり、固有名詞は存在しない。
政治家・官僚・弁護士・銀行家・企業家・医師など、多種多様な職業の人間がいる。その中には警察関係者および自衛隊関係者も存在する。
神泉教（しんせんきょう）
かつて東京でセムテックスを使用して地下鉄爆弾テロを行った新興宗教団体。本作品の年代より数年前の物語である『川の深さは』にてその名が初めて登場した。作中で起きるテロ事件の捜査初期の段階で容疑に掛けられる。
TPex（Thermit Plus Extra）
『Twelve Y. O.』『亡国のイージス』に登場した「テルミット・プラス（Tプラス）」の改良型である3液混合型の特殊焼夷弾。大和化成が開発に携わっており、自衛隊への導入が決定されていたが、起爆実験映像が外部に流出。その核兵器の起爆を思わせるような内容からマスコミに煽られた世論の反発もあり、既に決定されていたにもかかわらず導入が見送りになってしまった。その後試料が大和化成に保管されていたが、烏丸の手により持ち出され、「ローズダスト」に強奪されてしまう。
原型となったTプラスの3倍強の威力を発揮するが、起爆臨界まで約15分を要し、その間に空気に触れた場合効力を失って無力化されてしまう弱点を抱えている。また、一定の電磁波を輻射するために位置を探知することができ、劇中では探知用センサーである「TPexセンサー」が登場する。

### 警察
作中に登場する警察関連用語の説明。詳細はそれぞれの記事を参照。
警察庁
日本の中央省庁のひとつ。日本の警察制度を所管する。国家公安委員会の特別の機関である。
警視庁
日本の都道府県警察のひとつ。東京都を管轄する。東京都公安委員会に管理される。
チヨダ（サクラ）
日本警察が保有する実在の特殊工作機関。公安警察の精鋭であり、警察庁警備局警備企画課を司令塔とする。
「サクラ」はチヨダの前身。
特殊急襲部隊（Special Assault Team / SAT）
日本警察が保有する実在の特殊部隊。各都道府県警察の警備部に置かれる。
銃器対策部隊
日本警察が保有する実在の専門部隊。各都道府県警察の警備部に置かれる。
特殊捜査班（Special Investigation Team / SIT）
日本警察が保有する実在の専門部隊。各都道府県警察の刑事部に置かれる。

### 自衛隊
作中に登場する自衛隊関連用語の説明。詳細はそれぞれの記事を参照。
防衛庁
日本の中央省庁のひとつ。自衛隊を管理する。
自衛隊
日本の事実上の軍事組織。内閣総理大臣を最高指揮官とし、平素は防衛庁長官に統括される。
防衛庁情報局（Defense Agency Information Service / DAIS）
防衛庁・自衛隊の非公開情報機関。英文略称はDAIS（ダイス）。しばしば「市ヶ谷」という隠語で呼ばれる。
本作品含む福井晴敏の作品に共通して登場している。
防衛庁情報本部（Defense Intelligence Headquarters / DIH）
防衛庁・自衛隊の実在の情報機関。
本作品含む福井晴敏の作品においては、防衛庁情報局はこの防衛庁情報本部を表の顔として運営されているという設定である。
特殊要撃部隊（Special Operation Force / SOF）
DAISの保有する特殊部隊で、他作品にも幾度か登場している。部隊名は基本的に「数字＋SOF」で構成される。
本作品に登場する729SOFは、前作『亡国のイージス』の終盤で設置が決定していた部隊。隊長は『亡国のイージス』作中で壊滅した920SOFの生き残りである古森で、50名弱で構成される。
SOFでは部隊名として冠される数字を、高い功績をあげた局員のIDとする慣例があり、「729」はかつて920SOF特別班に所属していた如月行二曹のID。前作『亡国のイージス』などの主人公であり、『亡国のイージス』における功績によって、「729」の数字が冠されたと思われる。
詳しくは防衛庁情報局の記事の「SOF」の欄を参照。
FSM（First Strike Misson)
SOF傘下のヘリコプター部隊となる予定だった部隊。先制攻撃を視野に入れた部隊だったが、結局実現することなく計画は破棄された。
詳細は防衛庁情報局の記事の「FSM」の欄を参照。
特別警察補助官（Special Assisting Police Officer / SAP）
DAISの常勤局員。
普通警察補助官（Assisting Police Officer / AP）
DAISの非常勤局員。
普段は、会社員、自営業など別の職業を生業とする一般人として過ごしており、招集があれば本職の合間をぬって任務に就く。
CO（Case Officer）
情報機関で使われる言葉で、情報工作を行う職員のこと。DAISにおいては任務の責任者のことを指す。
特殊作戦群（Special Forces Group / SFGp）
陸上自衛隊の実在の特殊部隊。作中には、DAISの特殊部隊であるはずのSOFが全くの別部隊である特殊作戦群の名を借りて出動するシーンが存在する。これは、非公開部隊である以上はSOFは世間一般に知られてはならないという事情があり、マスメディアに露出してしまう作戦において、世間に存在が公開されている特殊作戦群の名を借りる必要がどうしてもあったためである。
実際の特殊作戦群が本作品の物語で出動しなかったのは、本作品の年代では設置後間もなく、実戦運用するレベルに達していなかったため、という趣旨の解説がある。

## 補足
- 本作品が執筆されるに当たって、作者の公式サイトで「作中お名前登場企画」という企画が行われ、応募者の中の幾人かの名前が作中に登場している。
- 本作品の単行本が刊行された際、上下巻を購入した読者に抽選で、「Op.ローズダスト・ペンダント」をプレゼントするという企画が行われた。これは作中に登場するペンダントを実際に製品化したもので、デザインはペンダントヘッドに白蝶貝の薔薇を組み合わせたもの。薔薇の台座部分にはキュービックジルコニアも使用されている。特設サイトのブログで明かされたところによると、デザインから製作まで有名な老舗アクセサリーショップが手がけており、「結構お値段の張る代物」であるとのこと。
- 本作品の単行本が刊行される際に開設された特設サイト内の期間限定更新ブログでは、「Op.ローズダスト・がっかり質問コーナー」と称して、作者が本作品に対する読者からの質問に答えるという企画が行われた。企画の主旨では特に、「なるべくくだらない質問」「くだらない・どうでもいい・がっかりするような質問」に答えるというものになっている。この中で、登場人物の好きな食べ物や好きな映画などが明かされ、本編の内容を若干補足する内容も語られた。

## 書籍情報
単行本
- 上（文藝春秋、2006年3月、ISBN 978-4-16-324500-3）
- 下（文藝春秋、2006年3月、ISBN 978-4-16-324510-2）

文庫本
- 上（文春文庫、2009年2月、ISBN 978-4-16-776301-5）
- 中（文春文庫、2009年2月、ISBN 978-4-16-776302-2）
- 下（文春文庫、2009年2月、ISBN 978-4-16-776303-9）